# Буккеро
Буккеро, буккеро-неро (итал. bucchero-nero, от лат. bucca — щека и итал. nero — чёрный) — «чернощёковая керамика», разновидность керамических изделий древних этрусков, изготавливавшихся не ранее середины VII до начала IV вв. до н. э..
По одной из альтернативных версий итальянское название происходит от латинского слова «poculum» (бокал, чаша, сосуд для питья). Со временем, после открытия оригинальных изделий этрусков в конце 1830-х годов в Черветери, где были сосредоточены ремесленные, в том числе гончарные, мастерские (другими центрами производства были Вейи и Тарквиния), название «буккеро-неро» сократили до «буккеро» и стали сопоставлять с похожей «чернолаковой» керамикой коренных жителей Южной Америки, которую обозначали по-испански исп. búcaro или португальским словом порт. pucáro. Это название обозначало особый род ароматической глины, которую туземцы использовали в косметических целях. Её же применяли для изготовления сосудов. В конце XVIII — начале XIX века в Италии возникла мода на имитацию древнеамериканской керамики, образцы которой привозили в страны Западной Европы, что привело к отождествлению названий.
Этрусские буккеро находят на галльско-иберийском побережье, в Карфагене, Великой Греции, самой Греции, нижнем Египте, а также на Сардинии, Сицилии и Кипре. К изделиям этого типа относят сосуды, чаши, черпаки-киафы, светильники, жаровни, холмосы (котлы) причудливой формы. Значительная коллекция подобных вещей имеется в Санкт-Петербургском Эрмитаже. Она была приобретена в 1861 году благодаря хранителю (с 1863 года директору) императорского Эрмитажа С. А. Гедеонову в числе прочих произведений античного искусства из собрания итальянского археолога и коллекционера, маркиза Дж. П. Кампана.
Вопреки распространённому мнению, изделия буккеро не покрывали лаком. Предварительно лощёную поверхность из красной или серовато-охристой глины подвергали обжигу без доступа воздуха, во время которого происходило восстановление содержащейся в глине закиси железа. Вместе с дымом, копотью и маслом, при помощи которого лощили сырую глину, поверхность изделия приобретала матово-чёрный блеск. Отдельные детали, в том числе скульптурные: маскароны, фигурки животных и людей, лепили от руки или отминали в гипсовые формы, а затем, до обжига, прикрепляли с помощью жидкой глины к тулову сосуда. Этрусские мастера использовали также гравировку, ряды точек, лепные валики, насечки и прорезные детали декора. Основные формы заимствовали из древнегреческой керамики. Многие элементы, безусловно, заимствовали из более дорогих металлических: серебряных и золотых сосудов, вероятно, привозимых в Италию с Востока. Об этом свидетельствует то обстоятельство, что некоторые из этрусских гончарных мастерских использовали имитацию металлических изделий, покрывая поверхность сосудов буккеро тонкими листами серебряной фольги.
Группу ранних, архаичных изделий буккеро, связанных с культурой Вилланова, называют импасто (итал. impasto — плотно, пастообразно). Обычно это изделия цвета тёмно-красной или желтовато-охристой глины, вылепленные от руки, без применения гончарного круга. Однако итальянские специалисты часто применяют этот термин и в более широком значении, включая любые изделия с лепными деталями.
К началу 600 гг. до н. э. появились тонкостенные сосуды, с гравированным узором, названные «тонкостенные буккеро» (bucchero sottile; с толщиной стенок в отдельных случаях менее 2 мм), которые формой и блеском имитировали дорогую металлическую посуду. Они, скорее всего, предназначались не для бытовых целей, а для заупокойного культа. Постепенно, в связи с романизацией, оригинальность этрусской керамики утрачивалась. В VI в. до н. э. появились богато украшенные рельефными деталями «тяжёлые буккеро» (bucchero pesante). Но и они не могли выдержать конкуренции с продукцией греческих мастеров Южной Италии: полихромно расписанных сосудов самых разных форм и назначения.

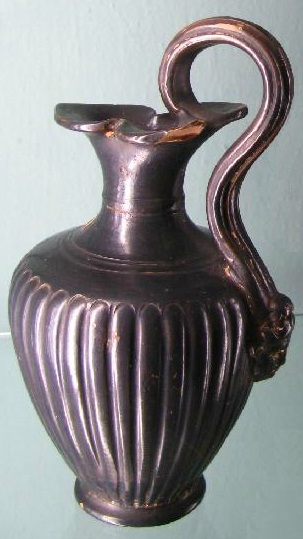
Ойнохойя из Вольтерры. Вт. пол. IV век до н. э.
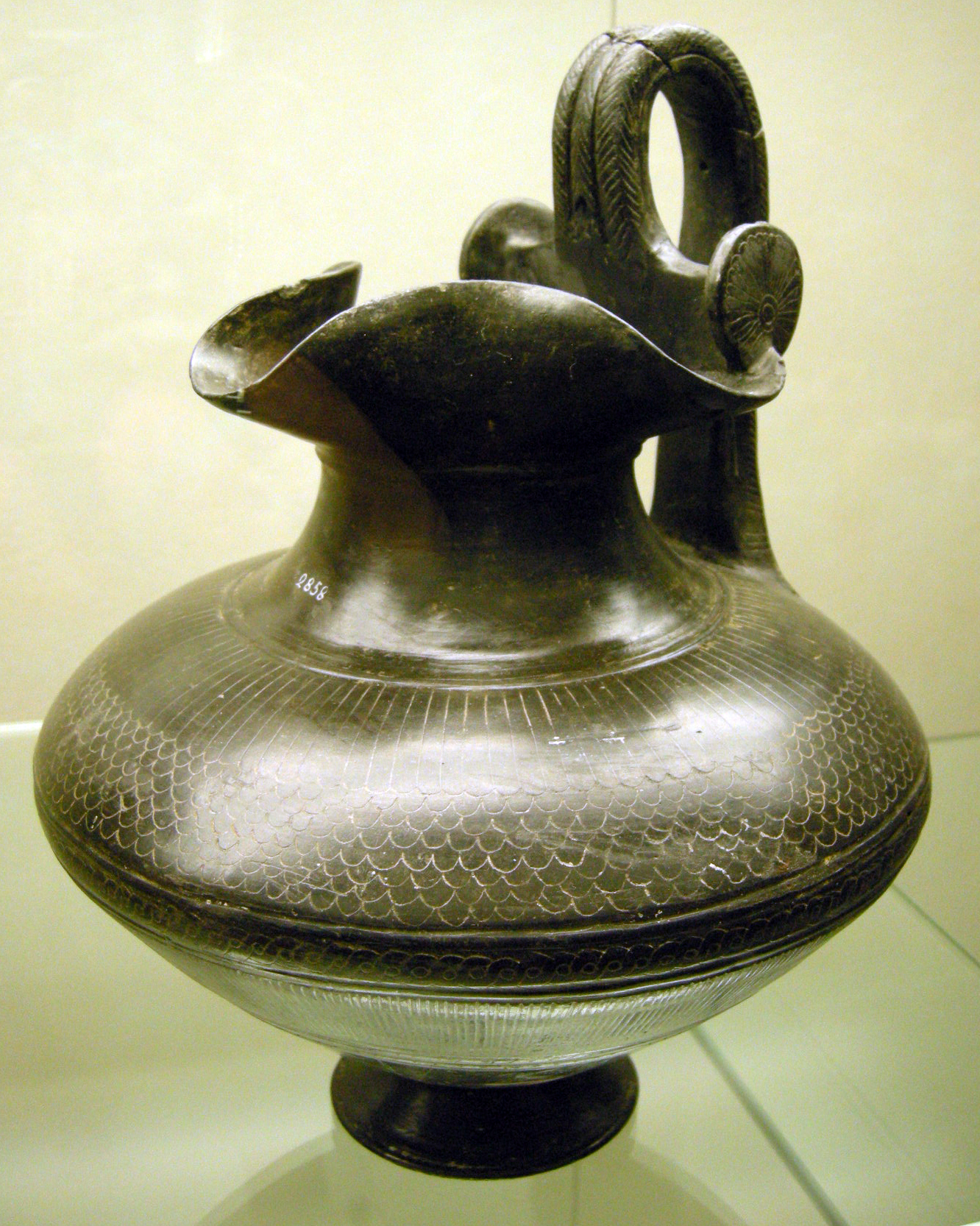
Ойнохойя буккеро с гравированным рисунком. Конец VII в. до н. э.
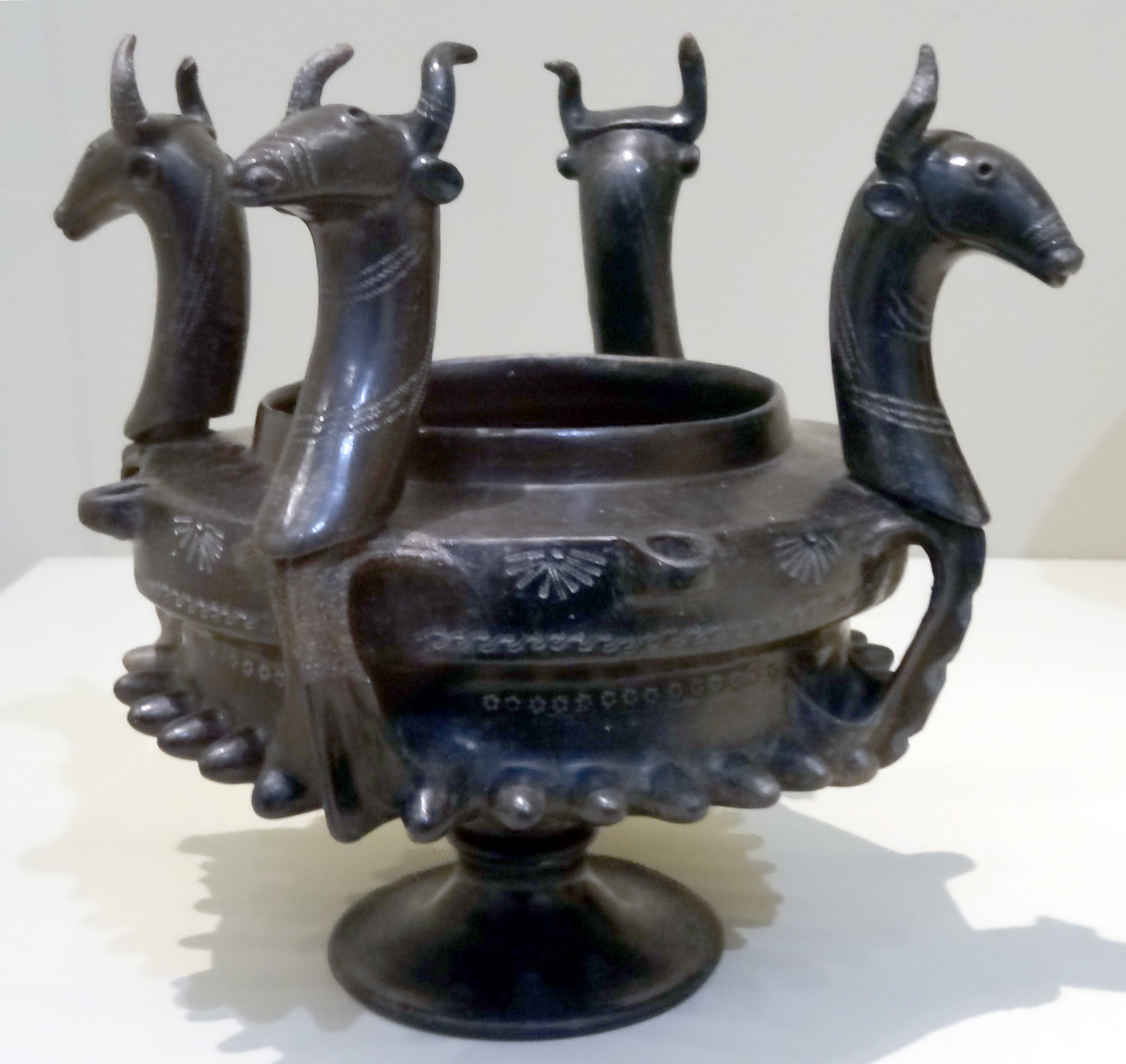
Пиксида с лепными протомами быков
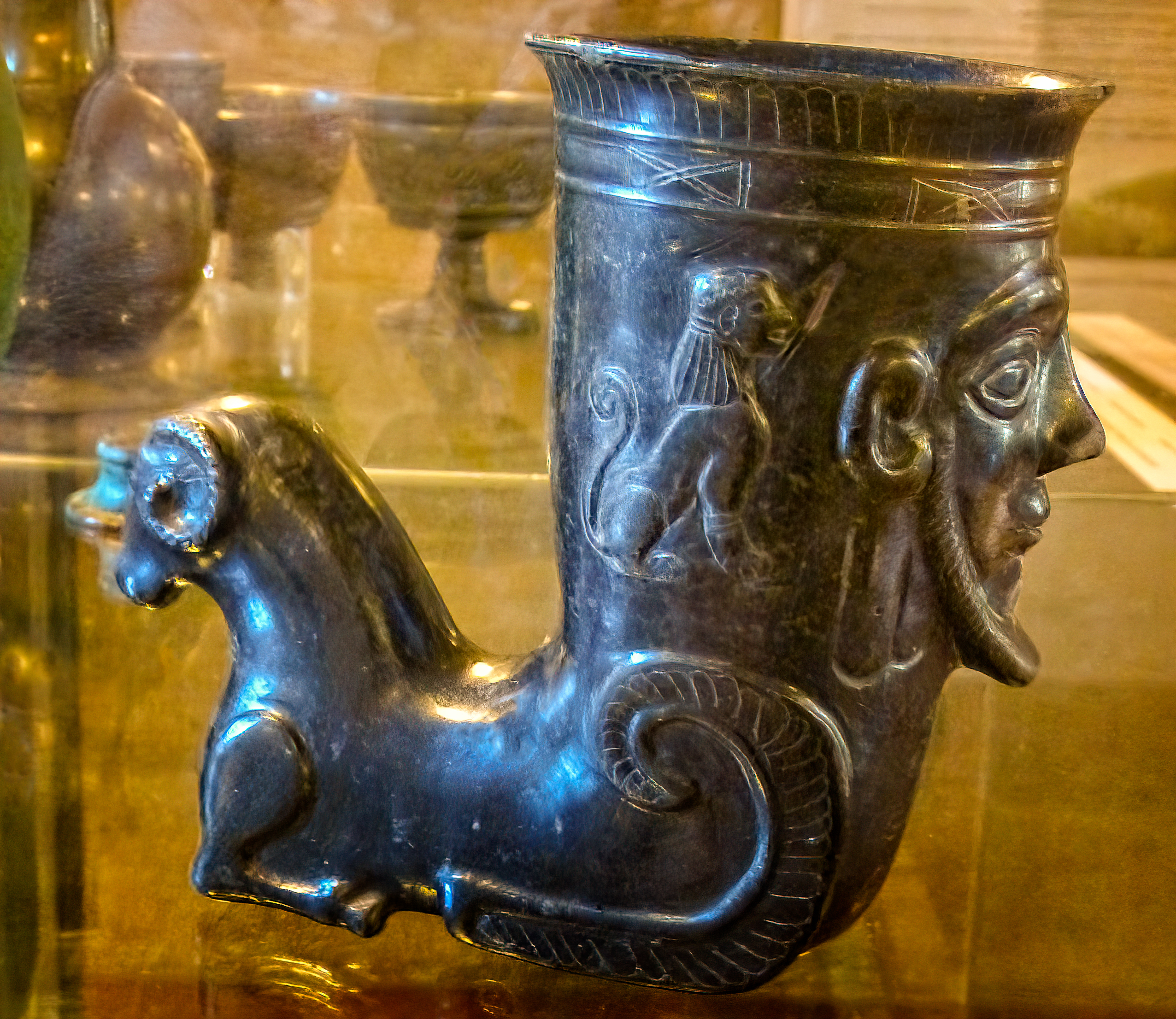
Ритон буккеро
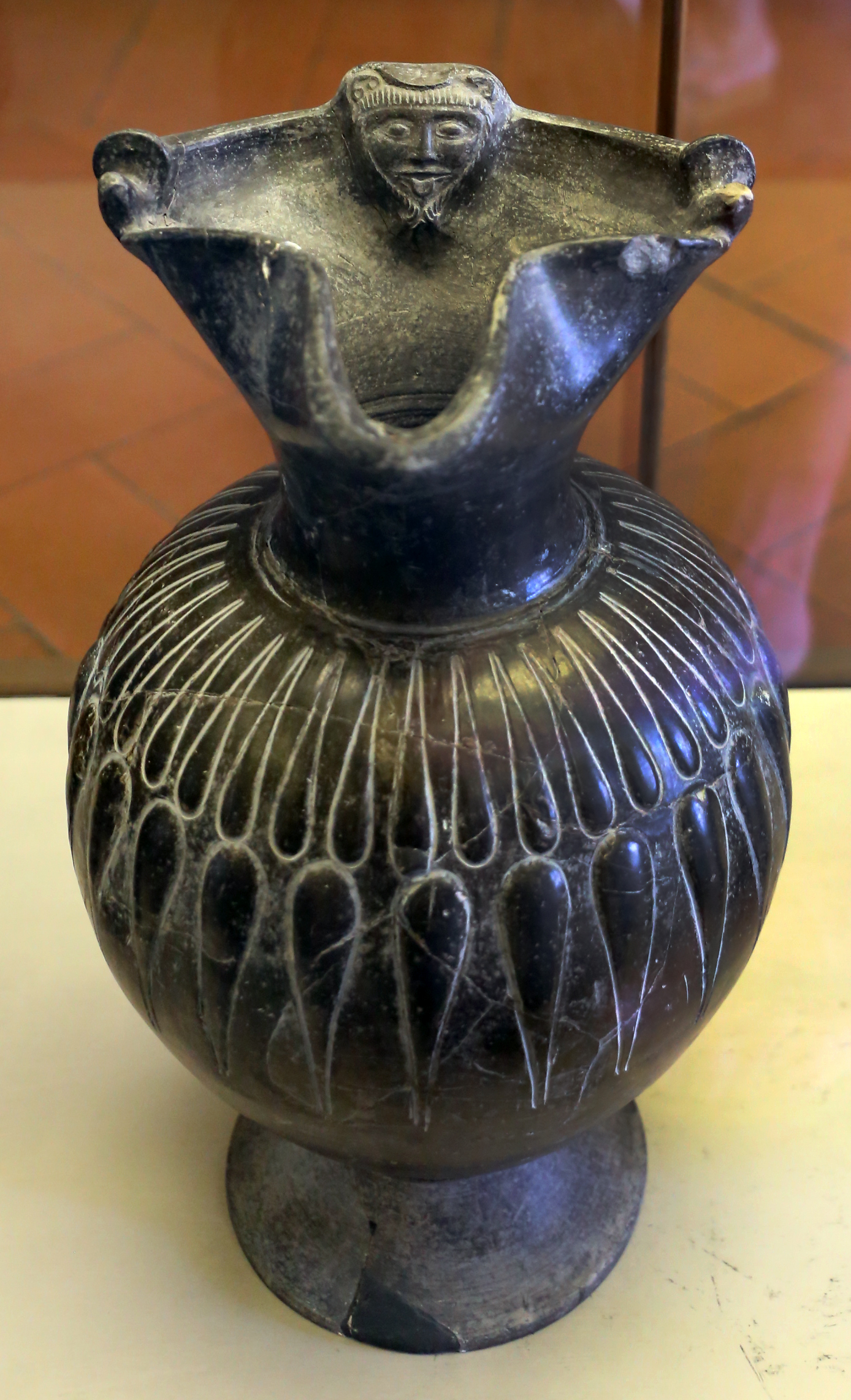
Ойнохойя с маскароном. 550—500 гг. до н. э.
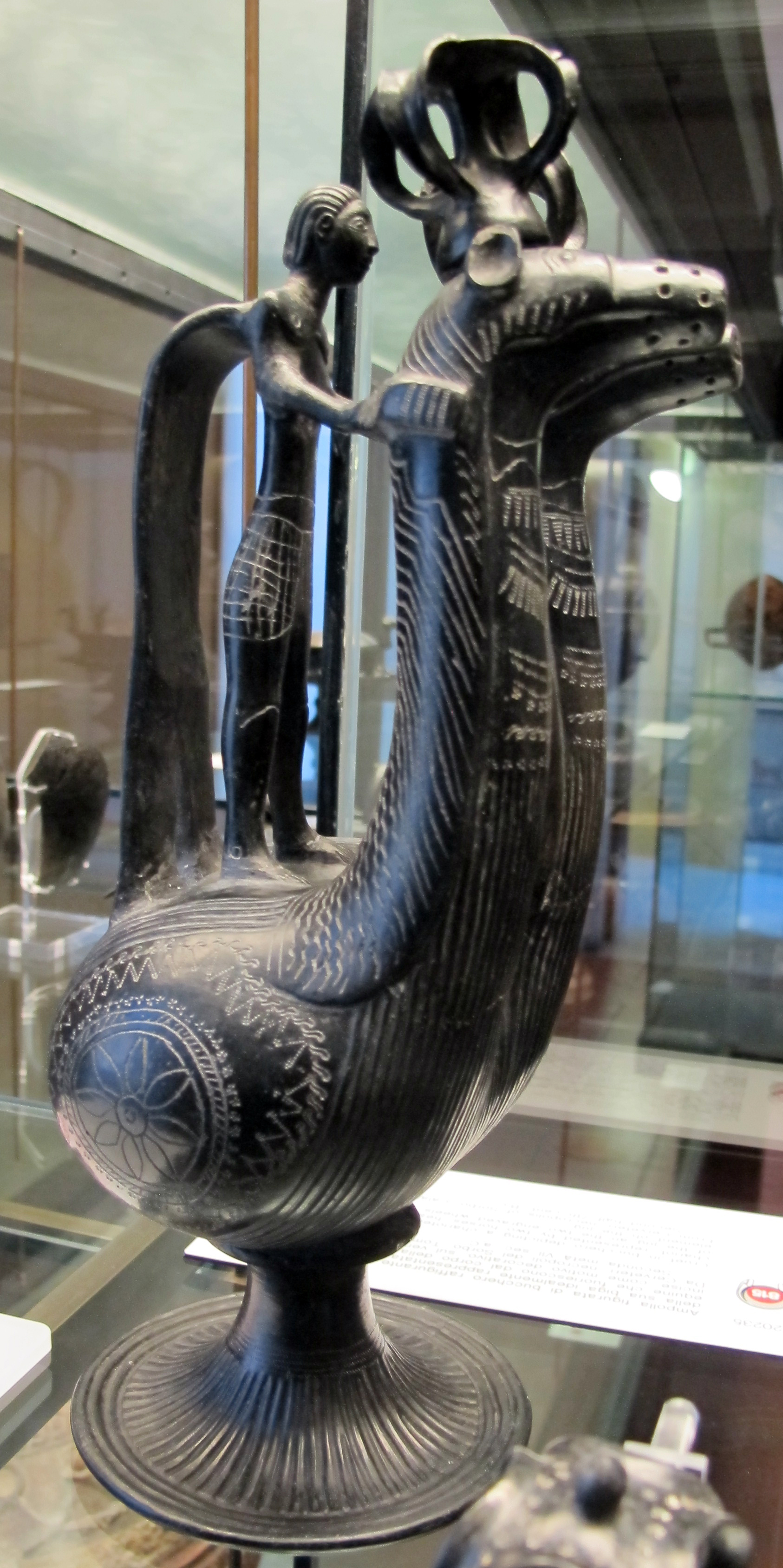
Фигурная «ампула» импасто
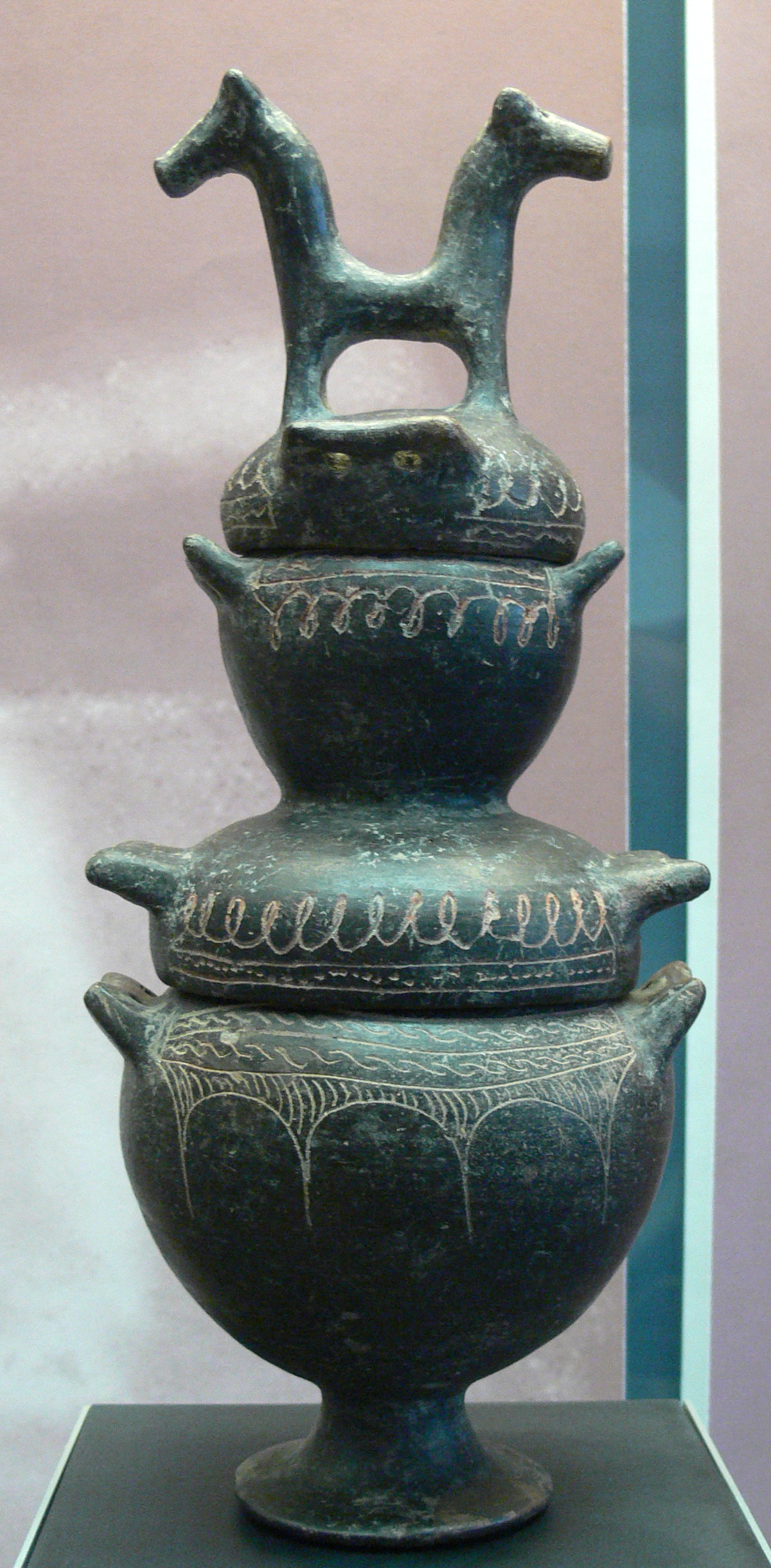
Двойная пиксида с «кониками»